# Nagybarca
Nagybarca é um município da Hungria, situado no condado de Borsod-Abaúj-Zemplén. Tem 14,39 km² de área e sua população em 2015 foi estimada em 939 habitantes.